# Los Juárez
Los Juárez är en ort i Mexiko.   Den ligger i kommunen San Miguel de Allende och delstaten Guanajuato, i den centrala delen av landet, 240 km nordväst om huvudstaden Mexico City. Los Juárez ligger 1 996 meter över havet och antalet invånare är 297.
Terrängen runt Los Juárez är platt åt nordväst, men åt sydost är den kuperad. Runt Los Juárez är det ganska tätbefolkat, med 80 invånare per kvadratkilometer. Närmaste större samhälle är San Miguel de Allende, 15,2 km söder om Los Juárez. Omgivningarna runt Los Juárez är i huvudsak ett öppet busklandskap.